# 阿尔伯托·康塔多

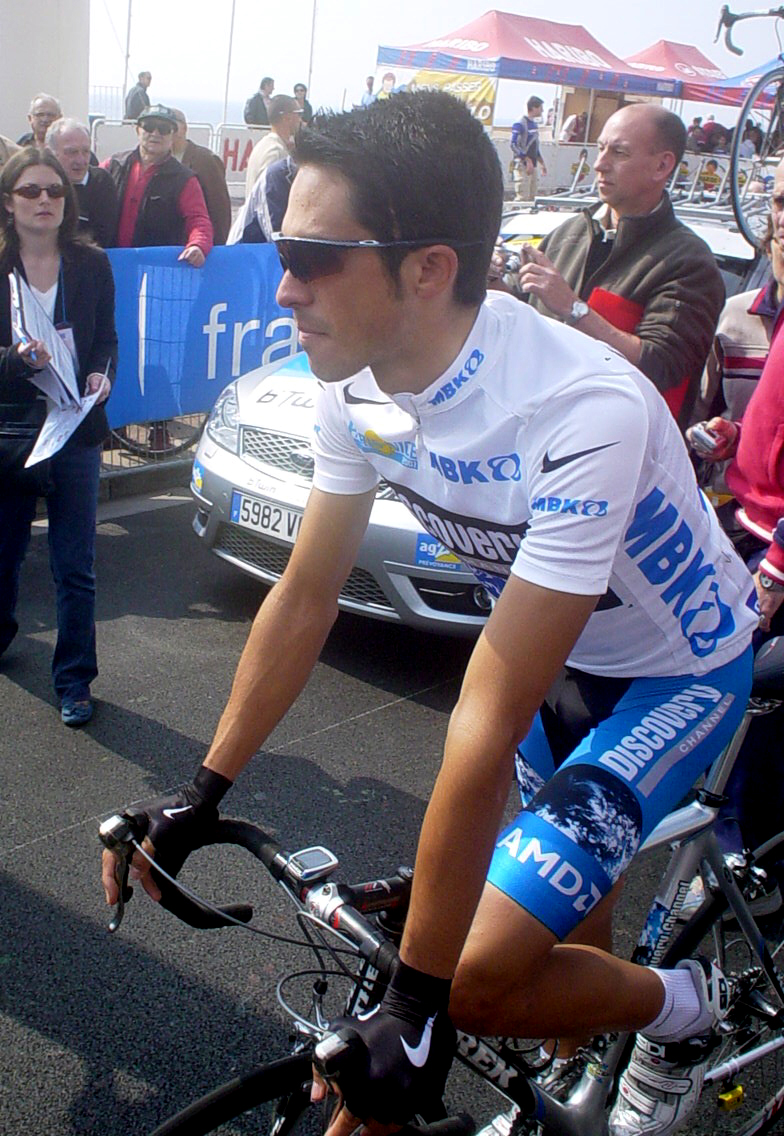
阿尔伯托·康塔多

阿尔伯托·康塔多（Alberto Contador，1982年12月6日—），生于西班牙首都马德里，是一名西班牙职业公路自行车运动员，2007年、2009年环法自行车赛的总冠军。他是一名爬坡型选手。
康塔多在2017年環西自行車賽結束後退休，並在2017年環西中奪下一站單站冠軍，征服了安格里路山，並在以總排名第五告別職業車手生涯。

## 職業生涯
2010年環法賽的第二天休息日, UCI(環法賽主辦單位)將採自康塔多的樣本,送往德國科隆的精密實驗室，驗出Clenbuterol（克倫特羅, 俗稱瘦肉精的肌肉興奮劑）成份，CAS協同WADA（世界反毒品組織）、UCI、RFEC（西班牙自行車聯盟）歷經18個月的調查，期間舉辦多次公聽會，調查報告長達4000頁，於2月5日正式公佈此判決。
儘管康塔多的辯護律師團辯稱，康塔多在採集樣本前一天，與其他ASTANA隊員吃了購自西／法邊界的（含瘦肉精）牛排，而無辜受累，仍不被採信。
2012年2月6日，國際體育仲裁院对在兴奋剂检测中呈陽性的康塔多作出禁賽兩年的處罰，並撤銷他在2010年环法自行车赛中總冠軍及2010年7月1日至2012年2月5日的成績。也因此，2010環法黃衫由新人王Andy Schleck補上，2011環義的粉紅衫及紅衫由Michele Scarponi補上。
在禁賽之後，他繼續參賽並赢得2012及2014年環西自行車賽及2015年环意自行车赛冠军。
2016環法賽由於摔車，他不得不放棄參加里約奧運。
2017年宣布在環西自行車賽閉幕後，結束職業車手生涯。